# Lupin Shanshei
Lupin Shanshei (ルパンしゃんしぇい?, Rupan Shanshei) è una serie anime OAV di parodia a Lupin III prodotta da FROGMAN, che si occupa anche della sceneggiatura, del disegno e del doppiaggio di tutti i personaggi. Gli studi di animazione produttori sono DLE, presso cui lavora FROGMAN, e TMS Entertainment, studio di Lupin III. La serie è composta da 10 episodi, ognuno della durata di 4 minuti, pubblicati tutti il 19 dicembre 2012 in un unico disco (Blu-ray e DVD), edito da VAP.
Il titolo è una parodia del titolo originale di Lupin III, Rupan Sansei.

## Episodi
| Nº | Titolo italiano (traduzione) Giapponese 「Kanji」 - Rōmaji          | Prima edizione   | Prima edizione |
| Nº | Titolo italiano (traduzione) Giapponese 「Kanji」 - Rōmaji          | Giapponese       |                |
| 1  | L'avanzata di Lupin 「進撃のルパン」 - Shingeki no Rupan            | 19 dicembre 2012 |                |
| 2  | Saitō Lupin 「斉藤ルパン」 - Saitō Rupan                            | 19 dicembre 2012 |                |
| 3  | Lupaki 「ルパキ」 - Rupaki                                          | 19 dicembre 2012 |                |
| 4  | Lupin uomo yōkai 「ようかい人間ルパン」 - Yōkai ningen Rupan        | 19 dicembre 2012 |                |
| 5  | Lupin tropicale 「熱帯性ルパン」 - Nettai-sei Rupan                 | 19 dicembre 2012 |                |
| 6  | Ruba in campagna! 「田舎で盗もう！」 - Inaka de nusumou!            | 19 dicembre 2012 |                |
| 7  | Lavaggio Lupin III 「洗いルパン三世」 - Arai Rupan Sansei           | 19 dicembre 2012 |                |
| 8  | Accanto a Lupin 「となりのルパン」 - Tonari no Rupan                | 19 dicembre 2012 |                |
| 9  | Black Hole Lupin 「ブラックホールパン」 - Burakku Hō Rupan          | 19 dicembre 2012 |                |
| 10 | L'ultimo maestro Lupin 「最後のルパン先生」 - Saigo no Rupan sensei | 19 dicembre 2012 |                |